# Opération Vicarage
L’opération Vicarage est le nom de code d'une opération de guerre menée par le Supreme Headquarters Allied Expeditionary Force en Allemagne en 1945 pendant la Seconde Guerre mondiale. La mission était d'assurer la sécurité des prisonniers de guerre alliés et de pourvoir à leur début de l'évacuation. Elle ne sera pas menée à terme parce que l'avance soviétique est plus rapide que prévu.
Une partie de cette opération est effectuée par la direction générale des études et recherches (DGER). Cette opération donne lieu à plusieurs versions en termes de datation et de résultats.

## Contexte
Au mois de septembre 1944, le commandement interallié décide de constituer des petites équipes spéciales chargées de recueillir des renseignements auprès des prisonniers internés dans les camps allemands. En liaison avec le service de renseignement du Mouvement national des prisonniers de guerre et déportés, les équipes françaises composantes de la Special Allied Airborne Reconnaissance Force chercheront en complément à localiser les endroits où les Allemands sont susceptibles de fabriquer les fusées V1 et V2.

## Version de Jacques Foccart
Dans le livre La Piscine, Jacques Foccart indique avoir rejoint au mois d'août 1944 Londres où, à la tête de volontaires français, il a préparé avec une quarantaine d'ex-prisonniers évadés, des missions de reconnaissance profonde en Allemagne, afin d'obtenir des informations utiles aux armées alliées. Ces commandos spéciaux étaient sous la direction du général J. S. Nichols, et désignés sous le terme de SAARF (Special Allied Airborne Reconnaissance Forces). Pour les transmissions, le plan Vicarage prévoyait le parachutage de petits détachements munis d'émetteurs. L'entraînement était très dur, et se déroulait à Virginia Water dans la banlieue de Londres. Foccart indique que « six ou sept équipes sont parties, et beaucoup ont été tués ». L'ordre sera donné brutalement d'arrêter cette entreprise .

## Version de Pierre Péan
Pierre Péan y substitue une autre version : la DGER dirigée alors par Jacques Soustelle, organise à partir de la mi-mars 1945 la formation de volontaires pour les commandos de la SAARF dans quatre châteaux réquisitionnés de la région parisienne. Les volontaires comprennent des anciens chargés de mission du bureau central de renseignements et d'action (BCRA), et d'anciens prisonniers de guerre évadés. Fin mars 1945, quelques hommes, avec à leur tête un commandant médecin qui dirige le groupe pendant plusieurs semaines, arrivent en éclaireur au camp de Wentworth dans le Surrey. Le 4 avril, à 20h, le colonel Viat, chef du service action de la DGER, arrive au château de Gazeran, près de Rambouillet pour informer les volontaires de leur départ le lendemain vers l'Angleterre en leur précisant leur mission. Foccart rejoint la troupe le 5 avril, qui s'envole du Bourget. On retrouve dans cet équipage Michel Bongrand. Jusqu'au mois d'avril, les volontaires suivent des cours d'entraînement : armes, exercice physique, parachutage, etc.
Durant la seconde quinzaine d'avril, trois ou quatre équipes françaises sont envoyées en Allemagne. Le 25, le commandant-médecin et son équipe prennent un bateau pour Anvers afin de rejoindre l'Allemagne par jeeps. Foccart prend alors le commandement du groupe français de la SAARF avec le grade de lieutenant-colonel.
Plusieurs personnes affirment avoir fait partie de ces services spéciaux : Paul Aussaresses, Michel Bongrand.
Aussaresses, accompagné de Joseph Wagner et de l'opérateur radio Garnier sont en Allemagne le 25 avril 1945, dans une zone de combats entre les troupes allemandes et soviétiques. Pris pour des espions allemands, ils sont capturés par les soldats du maréchal Joukov, et libérés par la suite.
Le 8 mai 1945, c'est la capitulation de l'Allemagne. Dans les jours suivants, plusieurs équipes françaises embarquent via Anvers. Foccart en fait partie. Il rentre le 16 mai, et se met à la disposition de la DGER.

## Sources
- Pierre Péan, L'homme de l'ombre, 1990.